# Баустерт
Баустерт (нем. Baustert) — община в Германии, в земле Рейнланд-Пфальц. 
Входит в состав района Айфель-Битбург-Прюм. Подчиняется управлению Битбург-Ланд.  Население составляет 500 человек (на 31 декабря 2010 года). Занимает площадь 4,48 км².
Город подразделяется на 2 городских района.